# Condado de Warren (Virgínia)
O Condado de Warren é um dos 95 condados do estado americano de Virgínia. A sede do condado é Front Royal, e sua maior cidade é Front Royal. O condado possui uma área de 560 km² (dos quais 7 km² estão cobertos por água), uma população de 31 584 habitantes, e uma densidade populacional de 57 hab/km² (segundo o censo nacional de 2000). O condado foi fundado em 1836.